# Valovis Bank
Die Valovis Bank AG war ein Kreditinstitut mit Sitz in Essen. Die Bank wurde seit Anfang 2013 im Going Concern wertschonend zurückgebaut.
Für die Durchführung von Hypothekenbankgeschäften wurde im Dezember 2001 die Karstadt Hypothekenbank AG gegründet, die am 9. März 2007 zur Valovis Bank AG umfirmierte. Sie hatte ein Grundkapital von 125 Mio. Euro und Eigenmittel von 260,9 Mio. Euro. Im März 2002 wurde ein erster Pfandbrief über 10 Mio. Euro an der Düsseldorfer Börse ausgegeben.
Die Valovis Bank AG hielt sämtliche Anteile an der Valovis Commercial Bank AG (bis März 2010: KarstadtQuelle Bank) und an der Universum Inkasso GmbH. Am 16. September 2011 wurde die Valovis Commercial Bank AG rückwirkend mit dem Eintrag in das Handelsregister zum 1. Januar 2011 auf die Valovis Bank AG verschmolzen. Sie vereinte damit fünf Kerngeschäftsfelder unter einem Dach: Kreditkarte, Absatzfinanzierung, Mittelstands-Factoring, Konsumenten-Factoring und Immobilienfinanzierung. Alleiniger Eigentümer der Unternehmensgruppe war der KarstadtQuelle Mitarbeitertrust e. V.
Wie im Mai 2012 bekannt wurde, hat die Valovis Bank Ende 2011 eine Garantie in Höhe von 100 Mio. EUR des Einlagensicherungsfonds des Bundesverbands deutscher Banken (BdB) erhalten, um eine Schieflage abzuwenden, die durch die Abschreibung griechischer Staatsanleihen entstanden wäre. Mit Vertrag vom 1. Oktober 2012 hat der Einlagensicherungsfonds des BdB die Geschäftsanteile übernommen.
Im Juli 2013 wurde bekannt, dass Valovis zerlegt wird.
Die Targobank kündigte im Dezember 2013 an, im 1. Halbjahr 2014 wesentliche Teile des Privatkundengeschäfts zu übernehmen, insbesondere das Kreditkartengeschäft mit rund 800.000 Kunden. Die Übernahme wurde am 30. Mai 2014 vollzogen. Der Standort Neu-Isenburg der Valovis Bank wurde zum 31. Dezember 2015 geschlossen.
Die Valovis Bank verkaufte die ihr gehörende Universum-Gruppe mittels Management-Buy-out.
Axel Wieandt beendete seine Tätigkeit als Vorstandsvorsitzender der Valovis Bank zum 30. Juni 2015.
Am 3. Juli 2018 wurde die Banklizenz zurückgegeben, das Unternehmen firmierte nun unter „ENDIR 1 Abwicklungsgesellschaft mbH“. Am 1. Februar 2019 wurde die Liquidation der Gesellschaft im Bundesanzeiger bekanntgegeben.